# Learning to Crawl
«Learning to Crawl» — третій студійний альбом, рок-гурту The Pretenders, який був випущений, 11 січня 1984, року. Робота над альбомом тривала з 1982 по 1983 рік. Музиканти брали перерву у зв'язку, зі смертями двох учасників — гітариста Ханімута-Скотта і басиста Піта Фардона внаслідок зловживання наркотиками. У гурт були взяті, нові учасники, гітарист Роббі Макінтош, і басист Малкольм Фостер, барабанщик Мартін Чемберс, з першого складу, залишився на своєму законному місці. Альбом названий на честь доньки Кріссі Хайнд, Наталі Рей Хайнд, «Вчитися повзати», як тоді маленька донька, повзала по підлозі, в той час як Кріссі Хайнд, думала назву для альбому, і зупинилася на назві, Вчитися повзати. У альбомі присутні пісні написані, самою Кріссі Хайнд, і також зіграні, кавер пісні, різних рок-гуртів.

## Список композицій
- Middlie of the Road—4:08
- Back on the Chain Gang—3:44
- Time the Avenger—4:47
- Watching the Clothes—2:46
- Show Me—4:00
- Thumbelina—3:12
- My City Was Gone—5:14
- Thin Line Between Love and Hate—3:33
- I Hurt You—4:24
- 2000 Miles—3:30

## Виконавці
- Кріссі Хайнд—гітара, вокал, губна гармоніка
- Роббі Макінтош—гітара
- Малкольм Фостер—бас-гітара
- Мартін Чемберс—ударні